# Superpositie (natuurkunde)
Superpositie is in de natuur- en technische wetenschappen het bij elkaar voegen van twee of meer gelijksoortige natuurkundige grootheden. Het woord superpositie komt van het Latijnse super (boven) en positio (plaats, plaatsing).
Voor lineaire systemen geldt dat de respons op de som van twee signalen gelijk is aan de som van de responsen op elk van die signalen afzonderlijk. Dit wordt ook wel het superpositiebeginsel genoemd. Dit principe is een inherente eigenschap van lineaire systemen en geldt dus op alle gebieden waar lineaire vergelijkingen, al dan niet als eerste benadering, een verschijnsel beschrijven, zoals in de natuurkunde, de scheikunde en de technische wetenschappen. Heel algemeen vindt het ook in de wiskunde toepassing.
De betekenis van het superpositiebeginsel ligt in de analyse van een lineair systeem waarvan de respons op een basisset inputvariabelen eenvoudig af te leiden is, en een willekeurige inputvariabele een superpositie is van de set basisvariabelen. Zo kan van veel elektronische circuits de respons op een zuiver sinusvormig signaal eenvoudig bepaald worden; daar een willekeurig signaal te herleiden is tot een superpositie van sinusvormige signalen (Fourieranalyse), is de respons op dat willekeurige signaal de superpositie van de responsen op de afzonderlijke sinusvormige signalen.
Belangrijke toepassingsgebieden zijn elektromagnetische golven in de optica en in de elektrotechniek en elektronica, stromen en spanningen in de elektrotechniek en elektronica, krachten in de klassieke mechanica, geluidsgolven in de gas- en vloeistofdynamica, kwantumtoestanden in de kwantummechanica, en diverse andere.

## Wiskundige achtergrond
Wiskundig kan het superpositieprincipe als volgt worden beschreven. Als de inputvariabele x(t) een lineaire combinatie is van de basisvariabelen xi(t),
{\displaystyle \,x(t)=\sum _{i}\alpha _{i}x_{i}(t)}
dan is de respons Lx(t) van de lineaire operator L dezelfde lineaire combinatie van de responsen Lxi(t) van de basisvariabelen:
{\displaystyle \,Lx(t)=L\sum _{i}\alpha _{i}x_{i}(t)=\sum _{i}\alpha _{i}Lx_{i}(t)}
Veel fysische systemen voldoen aan een lineaire differentiaalvergelijking, beschreven door een lineaire operator, en voldoen dus aan het superpositieprincipe.

## Trillingen en golven
Bij trillingen en golven komt superpositie erop neer dat verschillende gelijksoortige golven door elkaar heen lopen („interfereren”). De voor de superpositie relevante grootheid is de amplitude (de „hoogte”) van de afzonderlijke golven. Zo kunnen verschillende watergolven door elkaar lopen, of verschillende elektromagnetische golven, of geluidsgolven, waardoor ze elkaar afwisselend versterken en verzwakken.
Wiskundig geldt voor de resulterende golf {\displaystyle \scriptstyle \Psi ({\vec {x}},t)} de relatie
{\displaystyle \Psi ({\vec {x}},t)=\sum _{i=1}^{n}\Psi _{i}({\vec {x}},t)} ,
waarin de {\displaystyle \scriptstyle \Psi _{i}({\vec {x}},t)} de golffuncties van de oorspronkelijke afzonderlijke golven zijn.

## Klassieke mechanica

### Kinematica: snelheden
In de kinematica wordt een rechtlijnige eenparige beweging beschreven door:

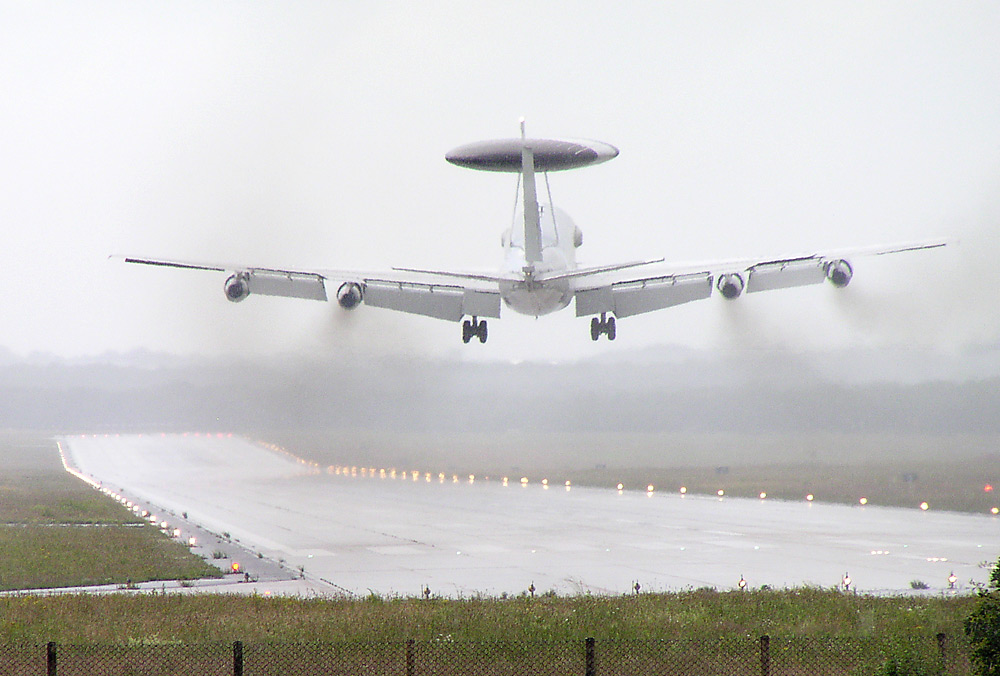
Deze AWACS komt schuin aanvliegen, om de zijwind (die hier van rechts komt) te compenseren.

{\displaystyle {\vec {x}}(t)={\vec {v}}\cdot t+{\vec {x}}_{0}={\frac {\mathrm {d} {\vec {x}}}{\mathrm {d} t}}\cdot t+{\vec {x}}_{0}}
Hierin is {\displaystyle \scriptstyle {\vec {x}}(t)} de positie op tijdstip t, {\displaystyle \scriptstyle {\vec {v}}} de snelheid en {\displaystyle \scriptstyle {\vec {x_{0}}}} de beginpositie. Daar dit een lineaire differentiaalvergelijking is, kunnen verplaatsingen en snelheden worden gesuperponeerd.
Een uit het dagelijks leven bekend voorbeeld is dat van een personenauto die een vrachtwagen inhaalt. De chauffeur van de personenauto ziet de vrachtwagen schijnbaar achteruit rijden met een snelheid gelijk aan het verschil tussen de snelheden van beide voertuigen. De vrachtwagenchauffeur ziet de personenauto vooruit rijden met dezelfde verschilsnelheid.
Van praktisch belang is dit onder meer in de luchtvaart. De grondsnelheid bepaalt de te verwachten reistijd van het vliegtuig, maar de luchtsnelheid, die gelijk is aan het verschil tussen de grondsnelheid en de windsnelheid, beïnvloedt het aerodynamisch gedrag, en daarmee ook het brandstofverbruik. Verder moet de piloot bij het aanvliegen voor de landing rekening houden met de zogenaamde zijwindcomponent voor de toegewezen landingsbaan; de piloot krijgt deze waarde door van de verkeersleiding.
Ook in de scheepvaart treden vergelijkbare verschijnselen op als er door zeestromingen wordt gevaren.

### Dynamica: wet van Newton
De wet van Newton,
{\displaystyle {\vec {F}}=m\cdot {\vec {a}}=m\cdot {\frac {\mathrm {d} {\vec {v}}}{\mathrm {d} t}}}
is een lineaire differentiaalvergelijking. Mechanische krachten kunnen dus gesuperponeerd worden. Men spreekt dan van de resulterende kracht of de resultante.
Wiskundig kan dit als volgt worden geformuleerd:
{\displaystyle {\vec {F}}=\sum _{i=1}^{n}{\vec {F}}_{i}}
Deze uitdrukking zegt dat verschillende krachten die ieder voor zich op een lichaam werken, allemaal samen tot hetzelfde resultaat leiden als wanneer alleen hun resultante op dat lichaam zou werken.
Als voorbeeld kan men denken aan het verschuiven van een kist. Het is niet van belang of een kist eerst naar voren en dan naar links of in één keer schuin naar linksvoor wordt geschoven.

### Toegepaste mechanica (sterkteleer)
In de sterkteleer verloopt het verband tussen de spanningen en vervormingen in een materiaal onder bepaalde voorwaarden lineair. Dit verband staat bekend als de wet van Hooke.
Om de totale vervorming onder samengestelde belastingen te berekenen, kan men gebruikmaken van superpositie, waarbij de totale vervorming de som is van de vervormingen onder elk van de afzonderlijke belastingen.

## Elektrotechniek
Superpositie wordt in de elektrotechniek zeer veel toegepast. Er kunnen hier slechts enkele voorbeelden worden genoemd.

### Netwerkanalyse
De wet van Ohm beschrijft het lineaire verband tussen spanning en stroom; de evenredigheidsconstante is hier de weerstand, resp. bij uitbreiding tot wisselspanningen en -stromen, de impedantie.
In de netwerkanalyse gebruikt men het superpositiebeginsel als vereenvoudigde methode om ingewikkelde lineaire elektrische of elektronische netwerken (schakelingen) met verschillende spannings- en/of stroombronnen door te rekenen. Volgens dit superpositiebeginsel kan de berekening voor elke bron afzonderlijk worden verricht, waarbij de andere spannings- en stroombronnen worden vervangen door hun respectievelijke inwendige weerstand (zie ook Stelling van Norton en Stelling van Thévenin). Ten slotte worden de resultaten van de berekeningen voor de verschillende bronnen opgeteld (gesuperponeerd) met behoud van de juiste plus- en mintekens.
Oorspronkelijk werd dit superpositiebeginsel geformuleerd voor gelijkspanning en gelijkstroom. Worden wisselspanningen en -stromen echter als complexe grootheden beschreven, dan kan dezelfde berekeningswijze ook hier worden gehanteerd. Door gebruik te maken van operatorenrekening en laplacetransformaties, is deze methode ook voor willekeurige signaalvormen toepasbaar. Algemene voorwaarde voor superpositie is echter dat de schakeling alleen lineaire componenten bevat, en dat de signalen (ook na superpositie) klein genoeg blijven om niet-lineariteiten te kunnen verwaarlozen.

### Radio en televisie
De wetten van Maxwell beschrijven de eigenschappen van elektromagnetische golven. Daar ook deze wetten lineaire differentiaalvergelijkingen zijn, is ook hier superpositie van oplossingen – dat wil zeggen van elektromagnetische golven – mogelijk.
Alle zenders sturen hun signalen dezelfde „ether” in, wat in feite neerkomt op superpositie. Immers de antenne van de ontvanger ontvangt alle signalen van allerlei zenders door elkaar. In de ontvanger wordt het op dat moment gewenste signaal eruit gehaald (juister gezegd: de rest wordt weggefilterd). Door het lineaire karakter van de Maxwellvergelijkingen beïnvloeden de gesuperponeerde elektromagnetische golven van de verschillende zenders elkaar niet.
Hetzelfde gebeurt bij kabeltransmissie (zowel koperkabel als glasvezel): hier worden alle gemoduleerde draaggolven samen – dus gesuperponeerd – door één kabel gestuurd.
| N.B.: | Het moduleren van de draaggolf (dat wil zeggen het op de draaggolf overbrengen van het gewenste audio- en/of videosignaal) lijkt op het eerste oog ook op superpositie, maar is dat strikt genomen niet. Bij superpositie worden de signalen opgeteld. Bij amplitudemodulatie wordt de amplitude van de draaggolf in feite vermenigvuldigd met de grootte van het te verzenden signaal. Bij andere modulatietechnieken, zoals frequentiemodulatie, fasemodulatie, enz., evenals bij digitale transmissie, worden weer andere methodes gebruikt. |

### Telefonie met ADSL e.d.
Het ADSL-signaal wordt gesuperponeerd op het analoge of digitale (ISDN) telefoonsignaal. Ook dit is mogelijk dankzij de lineariteit van het transmissiesysteem.

### Babyfoon via lichtnet
Een babyfoon die via het lichtnet signalen verstuurt, superponeert zijn signaal op het lichtnet. Op een andere plaats kan het er weer uitgefilterd worden.

## Thermodynamica

Superpositieprincipe bij een opwarmingsproces

De hoofdwetten van de thermodynamica zijn ook lineair. In de thermodynamica wordt het superpositieprincipe gebruikt voor bijvoorbeeld het berekenen van niet-stationaire opwarmprocessen. Alle processen die tot toevoer of tot afvoer van warmte bijdragen, worden hier gesuperponeerd. Zo kan men bijvoorbeeld de temperatuur van een vermogenshalfgeleider op een bepaald tijdstip t berekenen nadat deze component een vermogenspuls heeft gekregen.
In nevenstaand voorbeeld ontvangt de component van tijdstip t = 0 tot t = t1 een bepaald vermogen. De temperatuur stijgt volgens een exponentiële functie (rode kromme):
{\displaystyle \Delta T=k\cdot (1-e^{-{t \over t_{1}}})} .
Om nu de temperatuur na beëindiging van het opwarmen te berekenen, laat men de verwarmingspuls na afloop van het opwarmen doorwerken, maar voegt men daar vanaf het einde van de opwarming een even grote, maar negative puls bij. Dat levert een „negatieve” opwarming volgens de groene kromme. De superpositie geeft dan de afkoelfunctie (blauwe kromme).

## Kwantummechanica
De schrödingervergelijking, die de basis vormt van de kwantummechanica, is een lineaire differentiaalvergelijking. De oplossingen zijn golffuncties waarbij het kwadraat van de (complexe) amplitude de waarschijnlijkheid aangeeft dat het betreffende deeltje zich op die plaats bevindt. Vanwege de lineariteit van de schrödingervergelijking zijn de oplossingen superponeerbaar. De precieze interpretatie van dergelijke toestanden is enigszins problematisch, omdat men de golffunctie niet direct kan waarnemen. Het is niet zo dat een deeltje zich in twee toestanden tegelijk bevindt, maar het is ook niet zo dat het zich in een van beide toestanden bevindt en men alleen nog niet weet in welke. Wat men wel weet, is dat een systeem bij meting overgaat in een van de samenstellende golffuncties (zie ineenstorten van de golffunctie). Een gepopulariseerde voorstelling van zo’n superpositie is het gedachtenexperiment dat bekendstaat als Schrödingers kat.